# HD 11803
HD 11803，又名BD+01 347，SAO 110235、HR 560，是一颗恒星，视星等为6.01，位于銀經153.67，銀緯-57.13，其B1900.0坐标为赤經1h 50m 43.6s，赤緯+1° -57.13′ 16″。